# Vena cava
La vena cava és cadascuna de les dues venes més grans del cos.

## Vena cava superior
La vena cava superior, que rep la sang de la meitat superior del cos, i una altra vena cava inferior, que recull la sang dels òrgans situats a sota del diafragma. Totes desemboquen a l'aurícula dreta del cor.

## Vena cava inferior
La vena cava inferior es divideix en venes ilíaques comunes, que donen com a resultat una vena ilíaca externa que segueix el seu recorregut, mentre que una altra vena ilíaca interna entra dins la pelvis per a formar d'altres venes (vesical, rectal, etc.).